# Trigonioididae
Trigonioididae zijn een uitgestorven familie van tweekleppigen uit de orde Trigonioida.